# Tučapy (ort i Tjeckien, Södra Böhmen)
Tučapy är en ort i Tjeckien.   Den ligger i regionen Södra Böhmen, i den centrala delen av landet, 90 km söder om huvudstaden Prag. Tučapy ligger 453 meter över havet och antalet invånare är 831.
Terrängen runt Tučapy är lite kuperad. Runt Tučapy är det glesbefolkat, med 19 invånare per kvadratkilometer. Närmaste större samhälle är Tábor, 17,3 km nordväst om Tučapy. Omgivningarna runt Tučapy är en mosaik av jordbruksmark och naturlig växtlighet.